# Comptador intel·ligent
Un comptador intel·ligent (en anglès, Smart Meter) és un tipus de mesurador o comptador avançat (mesurador elèctric, d'aigua o de gas) que calcula el consum d'una forma més detallada que els comptadors convencionals. Aquests aparells també ofereixen la possibilitat de comunicar aquesta informació a través d'alguna xarxa a un centre de control de la companyia de serveis local, la qual pot utilitzar les dades a efectes de facturació o seguiment. Així mateix alguns tenen la capacitat d'interrompre el subministrament en cas que no s'hagi realitzat el pagament pel servei.

## Visió general
Quan parlem de "comptador intel·ligent" sovint ens referim a un mesurador d'electricitat, però també pot significar un dispositiu que mesura el consum de gas natural o d'aigua.
Comptadors similars, normalment denominats comptadors d'interval o temps d'ús, han existit des de fa temps, però els "comptadors intel·ligents" normalment impliquen sensors en temps real connectats a una central, amb notificacions d'interrupció del servei i control de qualitat. Aquestes característiques addicionals són més que una simple lectura automàtica del comptador.